# 1. deild 1991 (Fær Øer)
L'edizione 1991 della 1. deild, la prima riconosciuta dalla UEFA, vide la vittoria finale del KÍ Klaksvík.

## Classifica finale
|    | Classifica   | G  | V  | N | P  | GF | GS | Dif | Pt |
| -- | ------------ | -- | -- | - | -- | -- | -- | --- | -- |
| 1  | KÍ Klaksvík  | 18 | 10 | 4 | 4  | 31 | 19 | 12  | 24 |
| 2  | B36 Tórshavn | 18 | 10 | 4 | 4  | 37 | 28 | 9   | 24 |
| 3  | GÍ Gøta      | 18 | 10 | 3 | 5  | 38 | 27 | 11  | 23 |
| 4  | VB Vágur     | 18 | 10 | 3 | 5  | 29 | 19 | 10  | 23 |
| 5  | TB Tvøroyri  | 18 | 9  | 2 | 7  | 29 | 22 | 7   | 20 |
| 6  | HB Tórshavn  | 18 | 7  | 4 | 7  | 37 | 29 | 8   | 18 |
| 7  | B68 Toftir   | 18 | 4  | 8 | 6  | 17 | 21 | -4  | 16 |
| 8  | NSÍ Runavík  | 18 | 6  | 3 | 9  | 18 | 25 | -7  | 15 |
| 9  | MB Miðvágur  | 18 | 4  | 4 | 10 | 14 | 28 | -14 | 12 |
| 10 | Sumba        | 18 | 2  | 1 | 15 | 19 | 51 | -32 | 5  |

G = Partite giocate; V = Vittorie; N = Nulle/Pareggi; P = Perse; GF = Goal fatti; GS = Goal subiti; DIF = Differenza reti, PT = Punti

### Verdetti
- KÍ Klaksvík campione delle Isole Fær Øer 1991 e qualificato alla UEFA Champions League 1992-93.
- MB Miðvágur e VB Vágur|Sumba retrocesse in 2. deild
- B36 Tórshavn qualificato alla Coppa delle Coppe 1992-93 (vincente della Coppa delle Isole Fær Øer)

## Coppe Europee
Il 18 aprile 1990 la FSF divenne associata UEFA. La stagione della 1. deild del 1991 fu la prima ad assegnare posti per competizioni per club europee a club faroensi.